# Kaladan
Kaladan (barmsky ကုလားတန်မြစ်; známá i jako Kysapnadi, Beino, Bawinu nebo Kolodyne) je řeka tekoucí napříč východoindickým státem Mizóram a státy Chin a Rakhine v Barmě. Tvoří mezinárodní hranici mezi Indií a Barmou. Na území Barmy je tato řeka nazývána Chhimtuipui. Největším a nejvýznamnějším přítokem je řeka Tio (159 km dlouhá řeka známá také jako řeka Tiau).

## Geografie toku
Řeka pramení ve východoindické provincii Chin, odkud teče přímo do sousední provincie Timit, kde se stáčí k jihu. Tam se do řeky vlévá řeka Chal a řeka Boinu. Těsně před tím, než se do ní vlije řeka Twe, uhýbá prudce k západu. Řeka pokračuje západním směrem, dokud neobteče horu Mout Phabipa, tam znovu zatáčí a teče krátce severním směrem. Tento úsek tvoří přírodní hranici mezi Indií a Myanmarem. Dále řeka míří do provincie Mizóram, kde dosáhne svého nejsevernějšího bodu a odbočí k jihozápadu. Tam je na ni napojena řeka Tuichong a záhy se řeka stojí opět k jihu. Další soutok je zprava s řekou Mat a následuje další pravý přítok řeka Kawrthingdeng. Kaladan znovu vstupuje do provincie Chin v oblasti známé jako Raithaw Ferry, severozápadně od města jménem Khenkhar. Tam je další přítok, tentokrát zleva, řeka Mi. V oblasti Ngame se Kaladan vlévá do řeky Myanmaru Rakhine a pokračuje v této podobě na jih do města Sittwe, kde ústí do Bengálského zálivu.

## Historie
Řeka Kaladan je největším tokem provincie Mizóram, protéká její jihovýchodní částí. To je z obchodního hlediska velice výhodné. Řeka Kaladan byla v minulosti hlavním přístupem do Myanmaru z přímořského indického města Sittwe. Roku 1904 byla označena za „Bránu“ mezi těmito oblastmi. Trasa se využívá i v dnešní době a vláda jeví zájem o její vylepšení.

## Projekty zaměřené na rozvoj
Řeka Kaladan je pátou největší řekou na světě, která zůstala zcela nedotčena lidskými přehrazovacími systémy. (Delší jsou například řeky Mamberamo a Sepik na Nové Guineji nebo řeka Pečora v Rusku.) Touto řekou se zabývá indická a myanmarská vláda. Ty společně zpracovávají projekt zabývající se multimodální tranzitní dopravou přes řeku, který má usnadnit vzájemné obchodování obou zúčastněných států. Projekt má hodnotu 500 milionů USD a zahrnuje například plán na výstavbu hlubinného přístavu v ústí řeky v Sittwe, jehož náklady (předpokládá se) vyšplahají na 120 milionů USD. Stavba tohoto přístavu, který je největším z plánovaných, byla zahájena již v roce 2010 a předpokádá se, že bude dokončena před polovinou roku 2020, nejpozději do začátku roku 2021. Některé části řeky mají být uměle prohloubeny, aby se usnadnil pohyb velkých nákladních lodí, které míří ze Sittwe do Mizomaru, po řece. Dále je do projektu zahrnuta výstavba říčního přístavu v Paletwě a mimo jiné také rozšíření a modernizace pozemských dálnic mezi Paletwou a Myeikwou na indicko-myanmarské hranici.  
Indie již také zahájila vytváření 158km dlouhé říční trasy právě po řece Kaladan z mořského přístavu v Sittwe k vnitrozemskému vodnímu terminálu (IWT) a vodní elektrárně v Paletwě. V červnu 2017 byla dokončena část bagrování říčního dna souvisecí právě s touto trasou (rozsáhlejší prohlubování dna navázané na společný projekt indické a myanmarské vlády ještě probíhá) a zároveň se již modernizovaly některé stávající přístavy a velká mola, u kterých mohou nákladní lodě kotvit. Nyní se práce stáčí hlavně na vyvinutí spolehlivé říční navigace. Na projektu se podílí nejen Mizóram a Sittwe, ale i ostatní severovýchodní indické státy.
Rozvoj řeky Kaladan a její lepší využití k ekonomickým zájmům projednává indická vláda také v rámci projektu Shwe Natural Gas. (Projekt SNG se zabývá hlavně usnadněním těžby zemního plynu a jeho následného rozvozu po Indii. Jde zejména o těžbu v provinciích Shwe, Shwe Phyu a Mya právě v blízkosti Bengálského zálivu.)

## Galerie

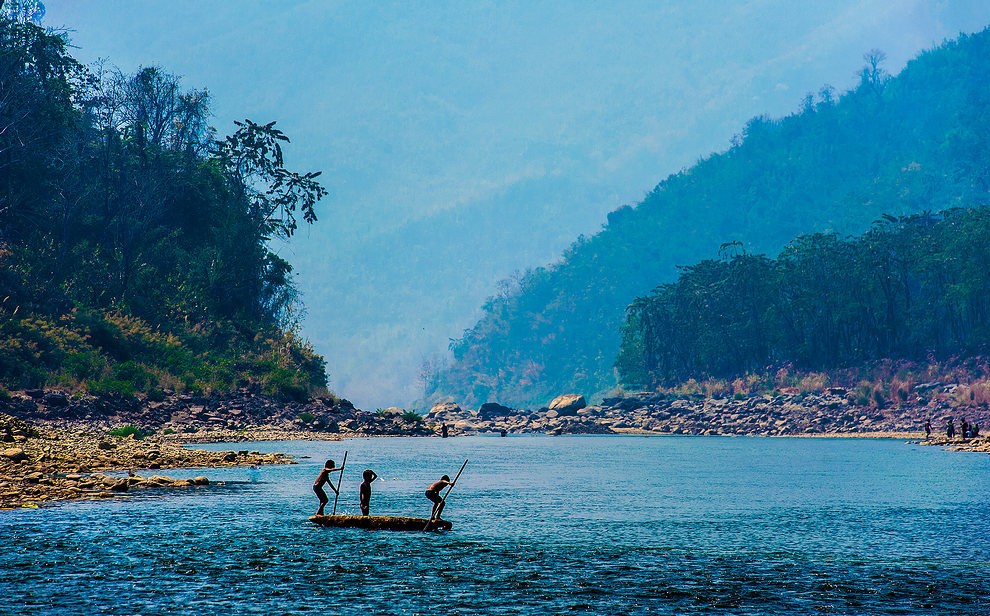
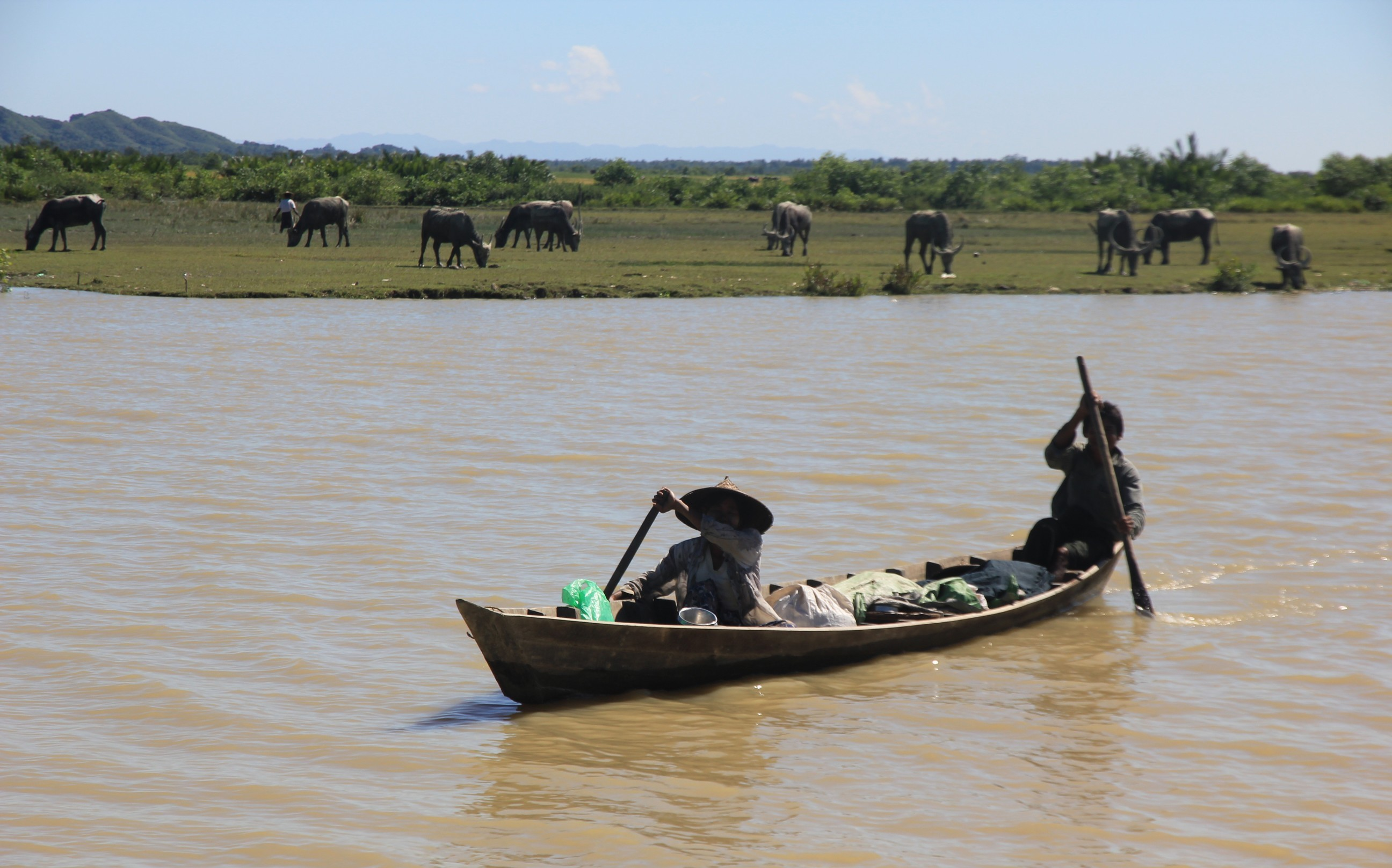
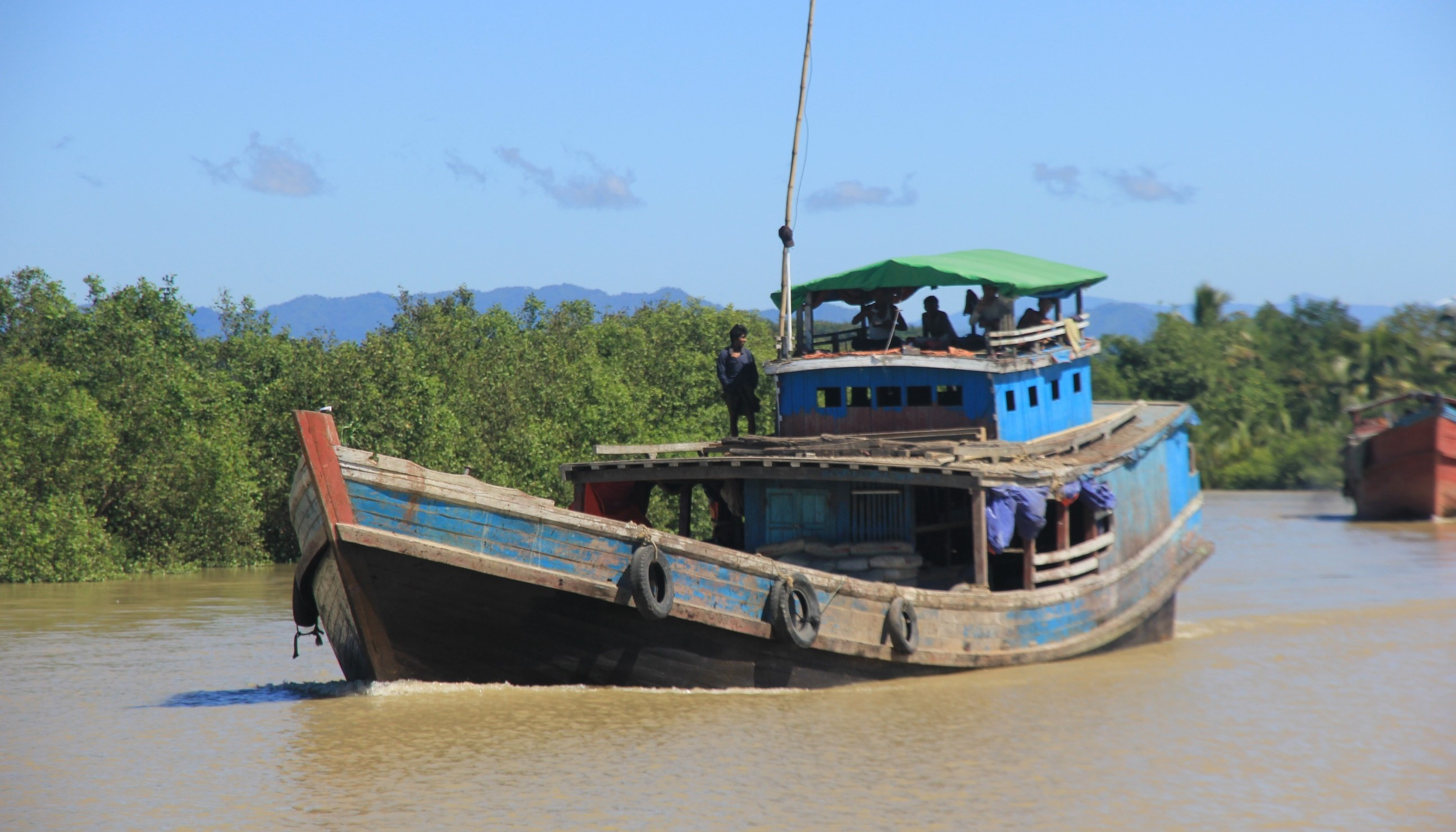
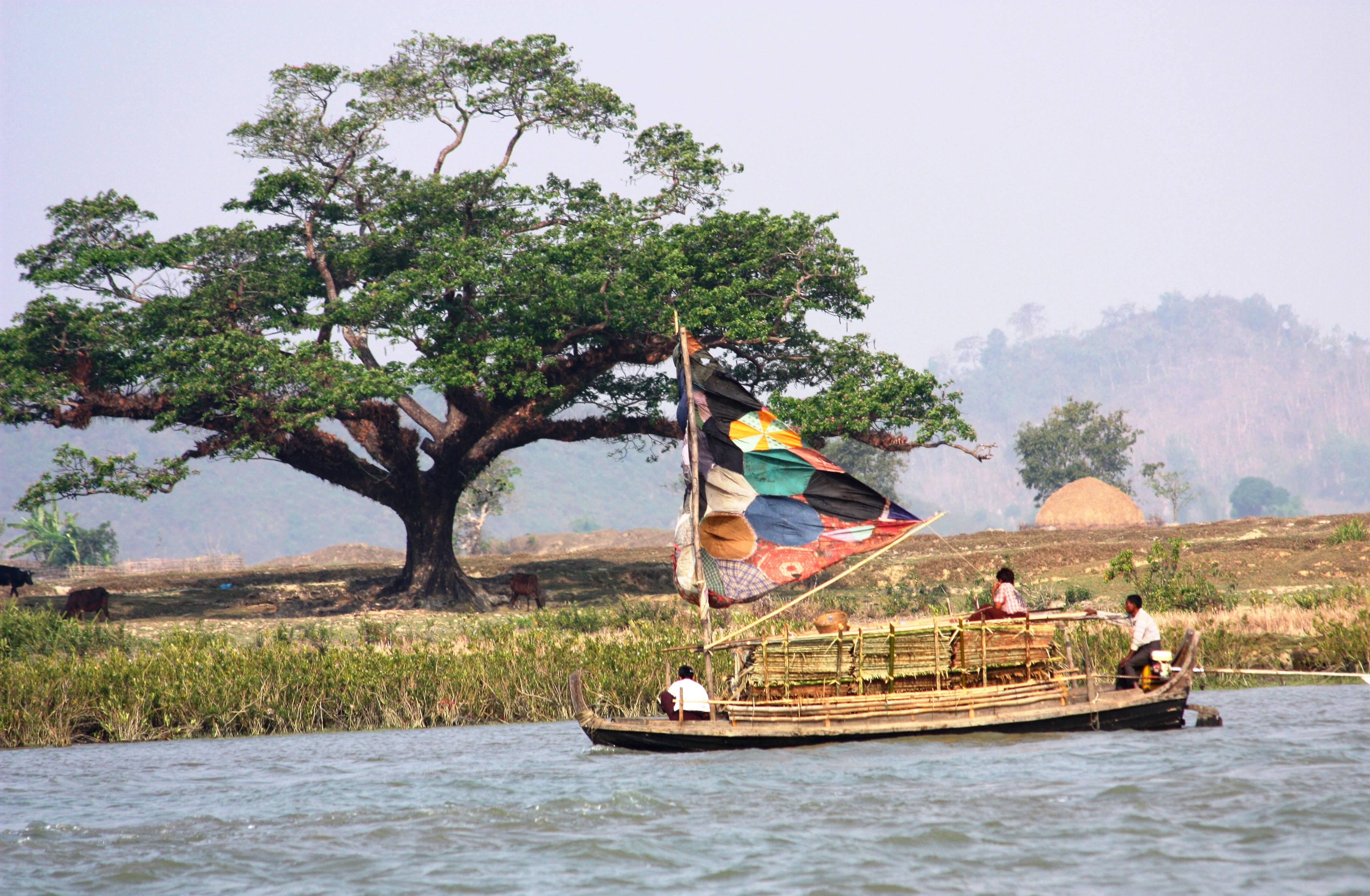
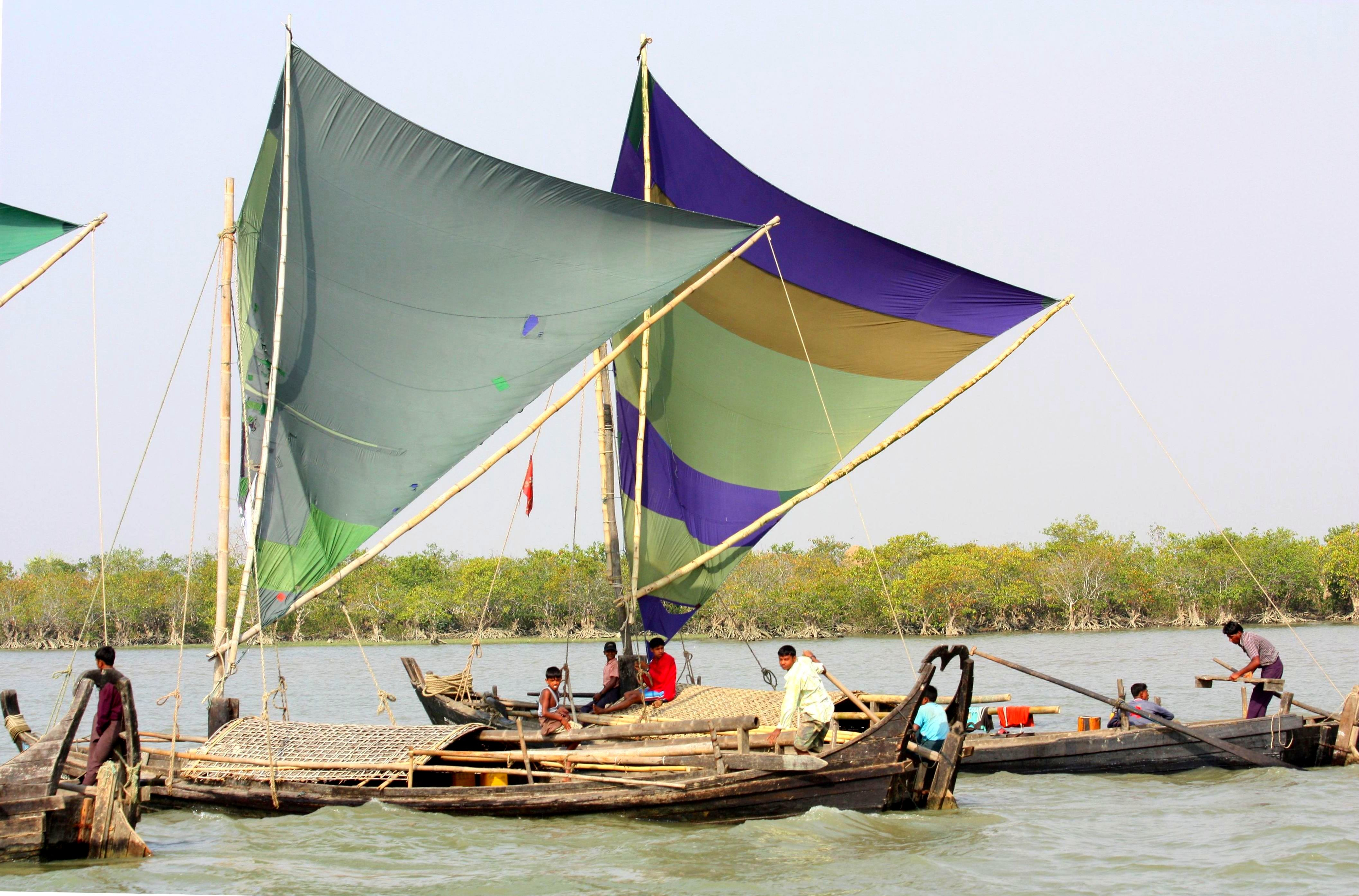